# Netiv HaAsara
Netiv HaAsara ; hébreu : נְתִיב הָעֲשָׂרָה, est un village du sud d’Israël.

## Histoire
Le village est créé en 1982 par 70 familles déplacées du Sinaï après les Accords de Camp David. En 2005, le village se retrouve à 400 mètres de la frontière avec la Bande de Gaza. Le territoire de la commune se situe à côté du checkpoint Erez. 
Lors de l’attaque contre Israël le 7 octobre 2023, trois terroristes du Hamas atteignent le village en parapente depuis la bande de Gaza et assassinent 20 de ses habitants.